# SN 2006ga
SN 2006ga – supernowa typu I odkryta 12 września 2006 roku w galaktyce A005256+0026. W momencie odkrycia miała maksymalną jasność 21,20m.